# Ordonnance criminelle de 1670
Ne doit pas être confondue avec l'ordonnance de Saint-Germain-en-Laye signée en 1667.
L'Ordonnance criminelle dite de 1670, signée à Saint-Germain-en-Laye en août 1670, enregistrée par le Parlement de Paris le 26 août 1670, est un Code de procédure pénale français entré en vigueur au 1er janvier 1671 jusqu'à la Révolution française.

## Histoire
Voulue par Louis XIV, cette Grande ordonnance est l'un des premiers textes français reprenant de nombreuses règles de procédure pénale,. En disposant, dans la Grande ordonnance, que l'emprisonnement ne constituait pas une peine (à la différence de la mort ou du pilori), mais une mesure préventive en attendant un jugement ou un châtiment, Louis XIV affirmait son droit d'enfermer « jusqu'à nouvel ordre » gêneurs et opposants avec, pour arme absolue, la célèbre lettre de cachet signée de sa main et renfermant la sentence d'exil ou d'emprisonnement. Adressée à un officier, qui la remettait en main propre à l'intéressé, elle manifestait la justice personnelle du souverain. Et, parfois motivée par la seule « raison d'État », elle demeurait un synonyme d'arbitraire. Pour autant, elle faisait en général l'objet d'une enquête préalable.
Le titre XXII fixe comme priorité aux agents de maintien de l'ordre la découverte des causes de la mort d'une personne.
Cette ordonnance instaure l'usage de la question « avec réserve des preuves » : même si l'accusé n'avouait pas son crime sous la torture, il pouvait être condamné à une peine inférieure à la peine de mort en cas de fortes présomptions.
La Grande ordonnance restera en vigueur jusqu'à la Révolution française. Elle est abrogée par décret par l'Assemblée constituante le 9 octobre 1789.